# 三井山町
三井山町（みいやまちょう）は、岐阜県各務原市の地名。現行行政町名は三井山町一丁目、二丁目。

## 地理
各務原市の稲羽地区の西部（旧・更木村）に属する。
町域の東部は上戸町、那加官有地無番地（自衛隊岐阜基地）、西部は三井町、三井東町、南部は上戸町、北部は三井東町である。
三井山の南麓、西麓、北麓に位置し（東麓及び山頂は那加官有地無番地）、大半は三井山の山林である。町域の西には新境川が流れる。
住民は三井山の西麓、北麓にあたる一丁目に登録されており、二丁目に住民は登録されていない。
道路
- 飛行場通り

## 歴史
1984年（昭和59年）9月1日、三井町の一部と上戸町の一部をもって成立。

## 世帯数と人口
2024年（令和6年）10月1日現在の世帯数と人口は以下の通りである。二丁目の住民登録は無い。
| 丁目           | 世帯数 | 人口 |
| -------------- | ------ | ---- |
| 三井山町一丁目 | 11世帯 | 25人 |
| 三井山町二丁目 | 0世帯  | 0人  |
| 計             | 11世帯 | 25人 |

## 小・中学校の学区
市立小・中学校に通う場合、学区は以下の通りとなる。尚、三井山町の自治会は上戸町自治会である。三井山自治会という自治会があるが、これは自衛隊岐阜基地三井山官舎の自治会である。
| 番・番地等 | 小学校                 | 中学校               |
| ---------- | ---------------------- | -------------------- |
| 全域       | 各務原市立稲羽西小学校 | 各務原市立稲羽中学校 |

## 主な施設
- 各務原市水道事業庁舎三井山配水池
- 三井山公園
- 三井池公園
- 三井山古墳
- 御井池龍神神社 - 御井神社別宮